# Постојање
Битисање или постојање односно егзистенција (од лат. ex-istere — бити постављен ван) представља централно питање филозофије („Шта постоји?“). Најчешће се дефинише у односу према есенцији. Посебна расправа у филозофији тиче се доказивања постојања себе, односно одреднице самог постојања, а у филозофији религије постојања Бога.
Средњовековном филозофијом је доминирала расправа о односу бити (есенције) и битисања (егзистенције), при чему је најчешће егзистенција била зависна од есенције, која је од Бога. Битисање се поимало као остварена бит (есенција) неке ствари.
У новијој филозофији егзистенције, овај однос се обрће па есенције нема без егзистенције као услова. Код Хајдегера и Сартра, егзистенција је својство индивидуалног, непоновљивог људског бића, а не својство ствари. Кјеркегор је наглашавао категорију »субјектности«, под којом је подразумевао онај модус егзистенције у коме је човек субјект сопственог делања а никада објект делања било које друге особе.

## Контекст у филозофији
Материјализам сматра да су једине ствари које постоје материја и енергија, да су све ствари састављене од материјала, да све радње захтевају енергију и да су све појаве (укључујући свест) резултат интеракције материје. Дијалектички материјализам не прави разлику између бића и постојања, и дефинише га као објективну стварност различитих облика материје.
Идеализам сматра да су једине ствари које постоје мисли и идеје, док је материјални свет споредан. У идеализму, постојање је понекад насупрот трансценденцији, способности да се превазиђу границе постојања. Као облик епистемолошког идеализма, рационализам тумачи постојање као спознатљиво и рационално, да су све ствари састављене од низова расуђивања, што захтева повезану идеју ствари, а све појаве (укључујући свест) резултат су разумевања отиска из ноуменалног света у коме леже изван самих ствари.
У сколастици, постојање ствари није изведено из њене суштине, већ је одређено креативном вољом Бога, дихотомија постојања и суштине показује да је дуализам створеног универзума решив само кроз Бога. Емпиризам препознаје постојање појединачних чињеница, које се не могу извести и које се могу уочити кроз емпиријско искуство.
Тачна дефиниција постојања једна је од најважнијих и темељних тема онтологије, филозофског проучавања природе бића, постојања или стварности уопште, као и основних категорија бића и њихових односа. Традиционално наведена као део главне гране филозофије познате као метафизика, онтологија се бави питањима о томе које ствари или ентитети постоје, или се може рећи да постоје, и како се такве ствари или ентитети могу групирати, повезати у хијерархију и поделити према на сличностима и разликама.

## Историја појма

### Античка филозофија
Парменид је изразио мишљење да само биће постоји, а ништа апсолутно не постоји. Насупрот њему, Хераклит је истакао виши, тотални појам постојања и рекао је: Биће исто тако мало постоји као и ништа, закључивши да све тече, што значи: све је бивање.‍:стр. 87 Популарне изреке, посебно источне, да све што постоји у почетку има клицу пропадања, док смрт представља прелазак у нови живот, у основи изражавају исто сједињење бића и ничега.‍:стр. 87

### Средњовековна филозофија
Средњовековном филозофијом је доминирала расправа о односу есенције и егзистенције, при чему је најчешће егзистенција била зависна од есенције, која је од Бога. Егзистенција се поимала као остварена есенција неке ствари.
Према Томи Аквинском, егзистенција, као актуалност, јесте одређена есенцијом, као потенцијалношћу. Ипак, он не сматра да есенција постоји пре но што прими постојање. Нема есенције без егзистенције, ни егзистенције без есенције, оне су створене заједно.
Егидије Римски је био под знатним утицајем новоплатонске теорије ο партиципацији. Егзистенција или биће (esse) проистиче из Бога и представља партиципацију божанске егзистенције.

### Беркли
Према Берклију, опажајући субјект, својим опажањем, даје постојање стварима:
И поред бескрајне разноврсности идеја или објеката сазнања постоји и нешто што их сазнаје или опажа и што на њима врши различите операције, као што су хтење, замишљање, запамћивање, итд. Ово опажајуће, активно биће је оно што ја називам умом, духом, душом или својим ја (my self). Тим речима ја не означавам ниједну од својих идеја, већ нешто потпуно различито од њих, нешто у чему оне постоје или, што је исто, чиме су оне опажене; јер, постојање једне идеје састоји се у томе да је опажена.— Џорџ Беркли
Он даље тврди да ствари не могу постојати изван ума, тврдећи да је бити немислећих ствари опаженост:
За сто на коме пишем ја кажем да постоји; другим речима, ја га видим и осећам: и када би био изван своје радне собе рекао би да постоји – мислећи тиме да када бих био у радној соби могао бих да га опазим или да га неки други дух сада заиста опажа. Неки се мирис ширио, то јест, ми смо га осетили; неки је звук одјекнуо, то јест, ми смо нешто чули; нешто је било обојено или уобличено и то смо опазили видом или додиром. То је све што ја могу да разумем под овим и сличним изразима. Јер, потпуно ми је неразумљиво оно што се говори о апсолутном постојању немислећих ствари, без обзира да ли су опажене или не. Њихово esse је percipi; оне ни на који начин не би могле постојати изван ума.— Џорџ Беркли
Беркли поставља питање шта су ти објекти, за које се верује да независно постоје, до ствари које се опажају чулима. Може ли се наћи бољи пример претеривања у апстраховању него кад се сматра да су чулни објекти једно, а опажени објекти друго?
Сва бића на небу и ствари на земљи, једном речи сва она тела која образују огромну светску зграду, уопште не постоје ван неке свести; њихово биће је у томе да буду опажене или сазнате; према томе, све док их нисам стварно опазио, односно све док не постоје у мојој свести, или у свести било ког другог отвореног духа, оне или уопште не могу постојати или могу постојати у свести неког вечног духа: приписати било ком њиховом делу егзистенцију независну од неког духа потпуно је несхватљиво и повлачи за собом све апсурдности апстракције.— Џорџ Беркли
Он закључује да нема никакве друге супстанције осим духа, или оне које опажа.

### Лајбниц
Према Лајбницу, Бог није само извор постојања, него и суштине, како стварних, тако и стварних у могућности. Јер божански је разум подручје вечних истина и појмова, који из њега произлазе, тако да без њега нема ништа стварно у могућности, и не само ништа постојеће, него ставише и ништа могуће.

### Хегел
Бивање је ишчезавање бића у ништа и ничега у биће, и ишчезавање бића и ничега уопште.‍:стр. 108— Хегел
Хегел одређује постајање као прелаз из ничега у биће (настајање) и из бића у ништа (нестајање). Та два момента се прожимају, а резултат тога је постојање, равнотежа настајања и нестајања, мирно јединство бића и ничега као превазиђених тренутака.‍:стр. 12 Он закључује да „нигде на небу ни на земљи не постоји нешто што у себи не би садржавало обоје, биће и ништа.”‍:стр. 88
Постојање је једноставна једност бића и ничега, и због те једноставности оно има форму нечега што је непосредно.‍:стр. 110 Постојање генерално јесте биће са неким небићем, тако да је то небиће примљено у просто јединство са бићем.‍:стр. 111 Биће је оно што је неодређено, услед чега се на њему не показују никакве одредбе. Међутим, постојање јесте одређено биће, нешто конкретно; стога се на њему одмах показује више одредаба.‍:стр. 111
Постојеће има неки квалитет којим је не само одређено, већ и ограничено; његов је квалитет његова граница. Супротност постојања нечега и границе као његове негације јесте коначност. Када кажемо да су ствари коначне, то не значи само да су одређене и ограничене, већ  да њихово биће сачињава небиће. Коначне ствари постоје, али истина њиховог бића јесте њихов крај. Оно што је коначно не само што се мења, оно нестаје. Коначне ствари имају клицу нестајања као своје биће у себи; час њиховог рођења јесте час њихове смрти.‍:стр. 128

### Филозофија егзистенције
У 20. веку популарност је стекао концепт егзистенције Жан-Пол Сартри на којима се заснива филозофски правац назван егзистенцијализам. У [егзистенцијализму | филозофији постојања] средњовековни однос је обрнут, тако да нема суштине без постојања као услова. У Хеидеггер и Сартре, постојање је својство појединца, непоновљиво људско биће, а не својство ствари. Кјеркегор је нагласио категорију „субјективности“, под којим је подразумевао онај начин постојања у коме је човек предмет сопственог [[дељења] дељења]], а никада објекат дељења било које друге особе.